# Julius Robert von Mayer
Julius Robert von Mayer (25 de novembre de 1814 – 20 de març de 1878), va ser un metge i físic alemany, un dels fundadors de la termodinàmica. El 1841 enuncià un dels principis de la conservació de l'energia o el que actualment es coneix com la primera llei de la termodinàmica
| « | L'energia no pot ser ni creada ni destruïda | » |

El 1842, Mayer va descriure el procés químic vital, que ara es coneix com l'oxidació com la font primària d'energia per a qualsevol organisme viu.

## Biografia
Von Mayer va néixer a Heilbronn, Württemberg (Baden-Württemberg, actual Alemanya), era fill d'un farmacèutic. Estudià medicina a la Universitat de Tübingen. El 1840 viatjà com a metge en un vaixell a Jakarta.
En el seu temps no van ser preses les seves teories, sobre la calor, seriosament i es va donar crèdit només a les de James Joule. Mayer gairebé se suïcidà per aquest motiu i passà algun temps en institucions psiquiàtriques per això i per a recuperar-se de la mort d'alguns dels seus fills. Tanmateix va acabar rebent el reconeixement científic, va obtenir la medalla Copley i el 1859 va rebre un doctorat honorari de la Universitat de Tübingen. El seu treball va ser reviscut pel físic John Tyndall el 1862. I el 1867 Mayer va ser ennoblit com von Mayer